# دیزی ادگار جونز
دیزی جسیکا ادگار جونز (انگلیسی: Daisy Jessica Edgar-Jones؛ زاده ۲۴ مه ۱۹۹۸) بازیگر بریتانیایی است. او کارش را با مجموعه‌های تلویزیونی پاهای سرد (۲۰۱۶–۲۰۲۰) و جنگ دنیاها (۲۰۱۹–۲۰۲۱) آغاز کرد.
ادگار جونز برای بازی در نقش اصلی مینی‌سریال مردم عادی (۲۰۲۰) به شهرت بیشتری رسید و نامزد جوایز تلویزیونی بفتا و گلدن گلوب شد. در سال ۲۰۲۲، او در فیلم کمدی-دلهره‌آور تازه، درام معماییِ جایی که خرچنگ‌ها آواز می‌خوانند و مینی‌سریال جنایی زیر پرچم بهشت نقش‌آفرینی کرد که برای مورد آخر نامزد گلدن گلوب دیگری شد.

## اوایل زندگی و تحصیل
دیزی ادگار جونز در محله ایزلینگتون در شهر لندن، دختر وندی ادگار، تدوینگر فیلم از ایرلند شمالی (از جمله در شارپ و نسخه سریال درام الیور تویست در سال ۱۹۹۹) و فیلیپ جونز، مدیر اسکاتلندی اسکای آرتس و رئیس سرگرمی در اسکای یوکی، به دنیا آمد. او در ماسویل هیل لندن بزرگ شد و نخستین بار در سال پنجم در یک نمایش مدرسه‌ای نقش‌آفرینی کرد. او پیش از پذیرفته‌شدن در تئاتر ملی جوانان در مدرسه مستقل دخترانه ماونت و کالج وودهاوس شرکت کرد. او در دانشگاه آزاد انگلستان تحصیل کرد.

## زندگی حرفه‌ای
پس از حضور در سریال بیش از تعداد، برنامه‌ای ویژه از کریسمس ۲۰۱۶ در بی‌بی‌سی وان ، در ۱۷ سالگی، ادگار جونز در نقش اولیویا مارسدن در درام کمدی پاهای سرد در کنار جیمز نسبیت انتخاب شد. او در سال ۲۰۱۸ در نقش جسیکا تامپسون در شاهد خاموش و در فیلم مستقل دریاچه زندگی به کارگردانی بیل باک‌هورست ظاهر شد. او در تئاتر ملی جوانان در تولید بنیادگرای اکراهی حضور داشت.
ادگار جونز در سال ۲۰۱۹ در سریال جنتلمن جک از بی‌بی‌سی و اچ‌بی‌او در نقش دلیا راوسون نقشی تکرارشونده داشت.
او در دو فصل اول جنگ دنیاها در کنار گابریل بیرن و الیزابت مک‌گاورن نقش امیلی گرشام را بازی کرد. در مهٔ ۲۰۱۹ اعلام شد که ادگار جونز برای نقش اصلی ماریان در کنار پاول مسکل در سریال مردم عادی از هولو و بی‌بی‌سی سه، اقتباسی از رمان سالی رونی ، انتخاب شده است.
ادگار جونز در فوریه ۲۰۲۰ در احیایی از نمایشنامهٔ آلبیون در تئاتر آلمیدا بازی کرد، که ضبط شده و بعداً توسط بی‌بی‌سی پخش شد. او در فهرست تاثیرگذارترین زنان مجله بریتانیایی وگ در سال ۲۰۲۰ ظاهر شد.
نخستین پروژه او پس از مردم عادی، فیلم دلهره‌آور تازه بود که در جشنواره فیلم ساندنس ۲۰۲۲ به نمایش درآمد.
در سال ۲۰۲۲ او در اقتباسی سینمایی از رمان جایی که خرچنگ می‌خوانند اثر دیلیا اونز و مینی‌سریال جنایی واقعی زیر پرچم بهشت از داستین لنس بلک، اقتباسی از کتاب جان کراکائر به همین نام، ایفای نقش کرد. او برای این مینی‌سریال نامزد جایزه گلدن گلوب بهترین بازیگر نقش مکمل زن – سریال، مینی‌سریال یا فیلم تلویزیونی شد.
نخستین اکران سینمایی پرهزینهٔ ادگار جونز با ایفای نقش اصلی در فیلم گردبادها (۲۰۲۴) رقم خورد.

## فیلم‌شناسی

### فیلم
| سال  | عنوان                         | نقش                 | یادداشت‌ها |
| ---- | ----------------------------- | ------------------- | --------- |
| ۲۰۱۸ | دریاچه زندگی                  | کَسی                 |           |
| ۲۰۲۲ | تازه                          | نوئا                |           |
| ۲۰۲۲ | جایی که خرچنگ‌ها آواز می‌خوانند | کاترین «کایا» کلارک |           |
| ۲۰۲۴ | گردبادها                      | کیت کارتر           |           |
| ۲۰۲۴ | سوار بر اسب‌های چابک           | موریل               | [ ۲۴ ]    |

### تلویزیون
| سال       | عنوان         | نقش               | یادداشت‌ها             |
| --------- | ------------- | ----------------- | --------------------- |
| ۲۰۱۶–۲۰۲۰ | پاهای سرد     | اولیویا مارسدن    | نقش تکرارشونده        |
| ۲۰۱۶      | بیش از تعداد  | کیت               | ویژه تلویزیونی کریسمس |
| ۲۰۱۷      | شاهد خاموش    | جسیکا تامپسون     | ۲ قسمت                |
| ۲۰۱۹      | جنتلمن جک     | دلیا راوسون       | ۲ قسمت                |
| ۲۰۱۹–۲۰۲۱ | جنگ دنیاها    | امیلی گرشام       | نقش اصلی              |
| ۲۰۲۰      | مردم عادی     | ماریان شریدان     | نقش اصلی              |
| ۲۰۲۲      | زیر پرچم بهشت | برندا رایت لافرتی | نقش اصلی              |

## تئاتر
| سال  | عنوان           | نقش   | مکان (های)                   | یادداشت |
| ---- | --------------- | ----- | ---------------------------- | ------- |
| ۲۰۱۷ | بنیادگرای بی‌میل | اِپریل | تئاتر یارد، لندن، انگلستان   |         |
| ۲۰۲۰ | آلبیون          | زارا  | تئاتر آلمیدا، لندن، انگلستان |         |

## جوایز و نامزدی‌ها
| سال  | اثر           | جایزه                                 | رده                                                                   | نتیجه    | منبع          |
| ---- | ------------- | ------------------------------------- | --------------------------------------------------------------------- | -------- | ------------- |
| ۲۰۲۰ | مردم عادی     | جوایز تلویزیونی دربی طلایی            | موفق‌ترین اجراکنندهٔ سال                                                | نامزدشده | [ ۲۵ ]        |
| ۲۰۲۱ | مردم عادی     | جوایز گلدن گلوب                       | بهترین بازیگر زن – مینی سریال یا فیلم تلویزیونی                       | نامزدشده | [ ۲۶ ]        |
| ۲۰۲۱ | مردم عادی     | جوایز تلویزیونی انتخاب منتقدان        | بهترین بازیگر زن فیلم/مینی سریال                                      | نامزدشده | [ ۲۷ ] [ ۲۸ ] |
| ۲۰۲۱ | مردم عادی     | جوایز اکتا                            | بهترین بازیگر زن سریال                                                | نامزدشده | [ ۲۹ ]        |
| ۲۰۲۱ | مردم عادی     | جوایز مطبوعاتی صدا و سیما             | بهترین بازیگر زن                                                      | نامزدشده | [ ۳۰ ]        |
| ۲۰۲۱ | مردم عادی     | جوایز سلطنتی تلویزیون                 | بازیگر (زن)                                                           | نامزدشده | [ ۳۱ ]        |
| ۲۰۲۱ | مردم عادی     | جوایز تلویزیونی آکادمی بریتانیا       | بهترین بازیگر زن                                                      | نامزدشده | [ ۳۲ ]        |
| ۲۰۲۲ | تازه          | جوایز میان‌فصل انجمن منتقدان هالیوود   | بهترین بازیگر زن                                                      | نامزدشده | [ ۳۳ ]        |
| ۲۰۲۲ | تازه          | جوایز تلویزیونی انجمن منتقدان هالیوود | بهترین بازیگر زن در سریال یا فیلم پخش جاری محدود یا آنتولوژی          | نامزدشده | [ ۳۴ ]        |
| ۲۰۲۲ | زیر پرچم بهشت | جوایز تلویزیونی انجمن منتقدان هالیوود | بهترین بازیگر نقش مکمل زن در سریال یا فیلم پخش جاری محدود یا آنتولوژی | نامزدشده | [ ۳۴ ]        |
| ۲۰۲۲ | خودش          | هفتاد و پنجمین جشنواره فیلم لوکارنو   | جایزه لئوپارد کلاب                                                    | برنده    | [ ۳۵ ]        |